# Джек-попрыгун (фильм)
«Джек-попрыгун» (англ. Jumpin' Jack Flash) — кинофильм Пенни Маршалл. Картина названа в честь одноимённой песни группы «The Rolling Stones», вошедшей в саундтрек фильма.

## Сюжет
Жизнерадостная и общительная афроамериканка Терри Дулиттл (Вупи Голдберг) работает в нью-йоркском банке компьютерным оператором, выполняя денежные переводы клиентов за границу и обратно, но при этом она ведёт неформальные диалоги на различные темы с коллегами из иностранных банков, за что ей всё время достаётся от зануды-начальника Джеймса Пэйджа.
Однажды в диалоговом окне программы переводов она получает сообщение «Тук-тук». Думая, что это проверка от Пэйджа, Терри начинает с ним диалог, но получает странные ответы: собеседник называет себя «Джек-попрыгун» и говорит, что ему нужна помощь, но он связался с ней не по банковской сети, а через отдельный компьютер (более того, он имел доступ ко всей переписке Терри), поэтому боится, что их переписку засекут. Терри предлагает ему общаться через личный чат и просит его код, на что собеседник даёт ей загадку: петь, как «Джек-попрыгун». Терри понимает, что он имеет в виду песню «The Rolling Stones» и к назначенному времени, хоть и не без труда, но догадывается, что Джек (отныне она называет его так) говорил о тональном ключе песни — B-flat (Си-бемоль). Джек сообщает, что у него неприятности (он также просит, чтобы она ни в коем случае никому не сообщала его код), и просит Терри сходить в консульство Великобритании и обратиться в отдел Си и сообщить там кодовую фразу. В консульстве Терри сводят с неким Джереми Талботом, который сообщает ей, что никакого отдела Си у них нет, хотя Терри кажется, что он понял, о ком она говорит, когда она упомянула имя Джека.
У Терри появляется новый коллега — обворожительный, но скромный Марти Филипс, который временно пришёл на место её другой коллеги Джеки, ушедшей в декретный отпуск. Думая до сих пор, что это всё какой-то розыгрыш, Терри во время следующего сеанса сообщает о результатах визита Джеку, но тот неожиданно реагирует очень серьёзно и признаётся Терри, что попал в ловушку в Восточной Европе и теперь ищет способ выбраться оттуда. Когда Терри спрашивает, кто он такой, Джек коротко выдаёт: «Британская разведка». Затем он просит Терри сходить в его нью-йоркскую квартиру и забрать оттуда сковородку, на которой написаны контакты четырёх агентов ЦРУ, которые могут помочь ему выбраться из-за Железного занавеса. И вот здесь Терри становится ясно, что она ввязалась в опасную игру. Сначала компьютерный техник приходит починить её терминал, но когда Терри звонит в техподдержку, чтобы удостовериться в его словах, он исчезает. Прибыв в квартиру Джека и забрав сковородку, она замечает на входной двери фотографию с ней же, которая была сделана перед этим, когда Терри была в квартире. Потрясённая, она выбегает на улицу к своему такси, только чтобы обнаружить, что техник, которого она видела раньше, — это водитель. Она вырубает его сковородкой и убегает.
С первым агентом со сковородки, Питером Каном, Терри не удаётся связаться. Тогда ей удаётся дозвониться до другого из списка, Марка Ван Митера, который назначает Терри встречу у Ист-Ривер. Он ошеломлён, узнав о том, что случилось с Джеком, и о том, что Терри никак не связана с правительством. Пока они продолжают разговаривать, Ван Митер замечает, что кто-то подходит к ним сзади. Он быстро сталкивает Терри в реку, после чего его застреливают. Терри посещает похороны Ван Митера, где она встречает ещё одного агента из списка Арчера Линкольна, а также Лиз Карлсон, жену последнего агента из списка, Гарри Карлсона. Линкольн отмахивается от Терри, а Лиз сообщает ей, что Гарри находится с Джеком, и что за техником, с которым сталкивалась Терри, и теми, кто убил Ван Митера, скорее всего стоит КГБ. Когда Терри сообщает обо всём Джеку, тот говорит, что он потерял контакт с Гарри Карлсоном и думал, что тот уехал, но раз он не вернулся в Штаты, то скорее всего он мёртв. Джек предлагает другой план: Терри должна проникнуть в британское консульство и подключиться к их главному компьютеру (здесь выясняется, что вплоть до этого момента Джек думал, что Терри мужчина).
С трудом, но Терри удаётся проникнуть в консульство (так как там проходит праздничный бал по случаю дня рождения британской королевы) и установить устройство подключения, которое должно сработать на следующий вечер, но в момент подключения это замечает Талбот и успевает прервать процедуру. После этого Джек пишет, что для него не осталось лазеек и им лучше прекратить их общение, потому что это опасно. Не согласная с этим Терри приходит на дом к Лиз Карлсон, но обнаруживает пустой дом, после чего сталкивается с Арчером Линкольном, который сообщает, что Лиз и её детям в целях защиты были выданы документы на новое имя, после чего тоже просит Терри не ввязываться дальше в это дело. Тогда Терри решает попытаться связаться с леди Сарой Биллингс, которую она видела на фотографии в квартире Джека, и которая хоть и замужем, но всё равно влюблена в Джека. Пока Терри из телефонной будки на улице пытается выяснить её местоположение, саму будку с ней похищают и буквально тащат по улицам Манхэттена на эвакуаторе. Ей удается выбраться только для того, чтобы встретиться лицом к лицу с техником. Хотя и от него ей тоже удаётся оторваться но перед этим он успевает ей вколоть наркотик правды, чтобы узнать код доступа к Джеку. Ему удается добиться от нее частичного признания, но она заманивает его в ловушку. Одурманенная Терри находит Сару в салоне красоты и просит её о помощи. Но Сара говорит Терри, что скорее позволит убить Джека, чем рискнёт попрать своё положение в обществе. Терри с отвращением высказывает всё, что думает о ней, и уходит.
Тем же вечером Сара наносит Терри визит и сообщает, что передумала, поэтому с помощью своего мужа, генерального консула, ей удалось раздобыть контакт человека, который поможет Джеку выбраться. Передав контакт Джеку (тот на радостях предлагает ей сходить с ним на свидание, когда он вернётся домой), Терри всё-таки попадает в руки людей, которые всё это время охотились за ней, и узнаёт что Джереми Талбот — крот, сотрудничающий с КГБ, и что это он подкинул мужу Сары контакт для Джека: на самом деле это ловушка. Терри удаётся вырваться и она бежит в банк, чтобы связаться с Джеком, который уже собирается уходить на встречу с агентом. Но очень скоро туда приходит и Талбот со своими людьми, которые требуют, чтоб Терри ничего не говорила Джеку. Терри удаётся их обмануть, что в итоге приводит к тому, что один из людей Талбота начинает стрелять в воздух (чем пугает других сотрудников), а Терри дерётся с Талботом, но в итоге отбивается от него, укусив в пах, после чего успевает сообщить Джеку, что его контакт является ловушкой. Сразу после этого один из людей Талбота, Карл, пытается выстрелить в Терри, но неожиданно его застреливает Марти Филипс, который раскрывает Терри, что он Питер Кан, и сообщает Джеку указания безопасного выхода. 
Позже Терри дожидается Джека в ресторане, но он так и не приходит туда. Вместо этого приходит Марти и сообщает, что Джека срочно вызвали по делам, и что британская разведка благодарит её. На следующий день коллеги Терри обсуждают повышение Пэйджа, который в свою очередь отдаёт свой старый пост Терри. Но Терри до сих пор удручена тем, что так и не встретилась с Джеком. Джек вступает с ней в диалог по компьютеру, чтобы извиниться за то, что не пришёл. Терри его ругает, но в какой-то момент по его ответам понимает, что он её видит. Она оборачивается и они обнимаются наяву под бурные аплодисменты коллег, наконец-то увидевших мужчину, ради которого Терри Дулиттл всё здесь перевернула вверх дном.

## В ролях
| Актёр            | Роль                                                    |
| ---------------- | ------------------------------------------------------- |
| Вупи Голдберг    | Терри Дулиттл                                           |
| Стивен Коллинз   | Марти Филипс, коллега Терри, он же Питер Кан, агент ЦРУ |
| Кэрол Кейн       | Синтия, коллега Терри                                   |
| Джон Ловитц      | Даги, коллега Терри                                     |
| Майкл Маккин     | Лесли, коллега Терри                                    |
| Питер Майкл Гётц | мистер Пейдж, начальник Терри                           |
| Джон Вуд         | Джереми Тэлбот                                          |
| Йерун Краббе     | Марк Ван Митер                                          |
| Сара Ботсфорд    | леди Сара Биллингс                                      |
| Джим Белуши      | Жарков, агент КГБ                                       |
| Энни Поттс       | Лиз Карлсон, вдова погибшего коллеги Джека              |
| Роско Ли Браун   | Арчер Линкольн, начальник Джека                         |
| Джонатан Прайс   | Джек-Попрыгун                                           |

## Выход на носителях
28 мая 2013 года фильм был выпущен на носителе формата Blu-ray фирмой Anchor Bay Entertainment